# Angkor Thom
Angkor Thom (13°26′35.89″N 103°51′34.85″E / 13.4433028, 103.8596806) fue la ciudad real intramuros fortificada construida por Jayavarman VII (1181 - c. 1220), rey del Imperio jemer, al final del siglo XII, luego que Angkor fuera conquistada y destruida por los Chams. Todo complejo de Angkor, incluido Angkor Thom, fue declarado Patrimonio de la Humanidad por la Unesco en 1992.
La ciudad real fue construida al lado del río Siam Reap, con un área de 9 km² siguiendo la forma casi cuadrada de 3 km de lado, rodeada de un pozo y de un muro de 8 metros de alto. El palacio real actual fue construido durante el reino de Suryavarman I 150 años antes. Según la leyenda, el rey pasaba parte de cada noche con la reina Sol en el Palacio Celestial que forma parte de esta construcción.
Angkor Thom fue construido dentro de la cosmogonía hindú, dedicado al dios Visnu, aunque más tarde se dedicaría al tardío budismo. En el centro de Angkor Thom está el Bayón, que fue el templo de Jayavarman VII. Es conocido por sus torres, con la cara de Buda por los cuatro lados; las paredes estaban cubiertas de relieves mostrando escenas de la vida del rey y del pueblo.

## Templos

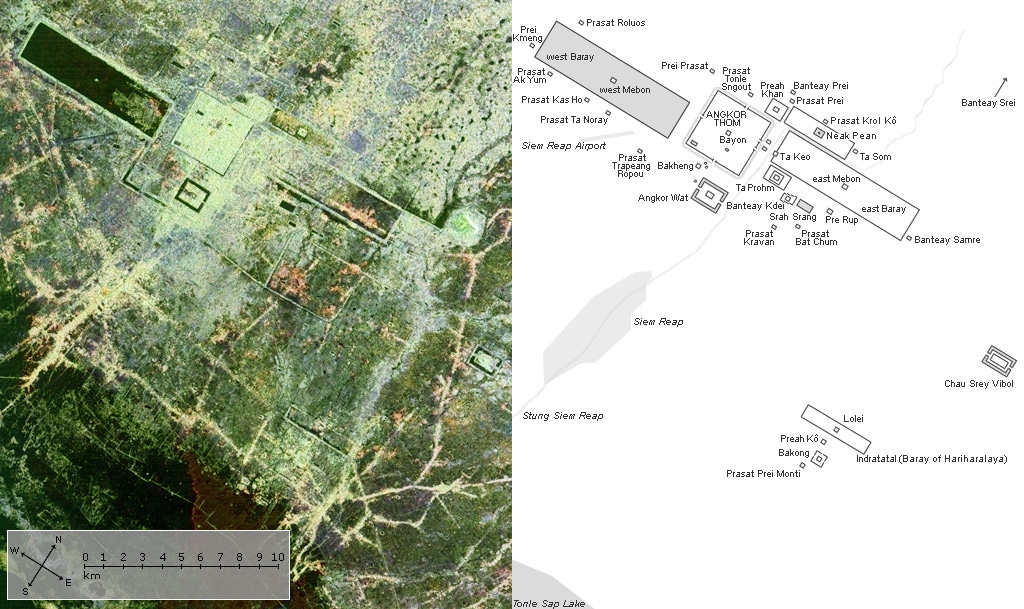
Plano de ubicación de los principales templos.

El área se compone de varios sitios arqueológicos de gran importancia:
- Angkor Thom
  - Bayón
  - Terraza de los Elefantes
- Angkor Wat
- Baksei Chamkrong
- Banteay Kdei
- Banteay Samré
- Banteay Srei
- Baphuon
- Chau Say Tevoda
- Krol Ko
- Neak Pean
- Phimeanakas
- Phnom Bakheng
- Phnom Krom
- Preah Khan
- Preah Rup
- Roluos
  - Bakong
  - Lolei
  - Preah Ko
- Spean Thma
- Ta Prohm
- Ta Som
- Ta Keo
- Thommanon

## Galería

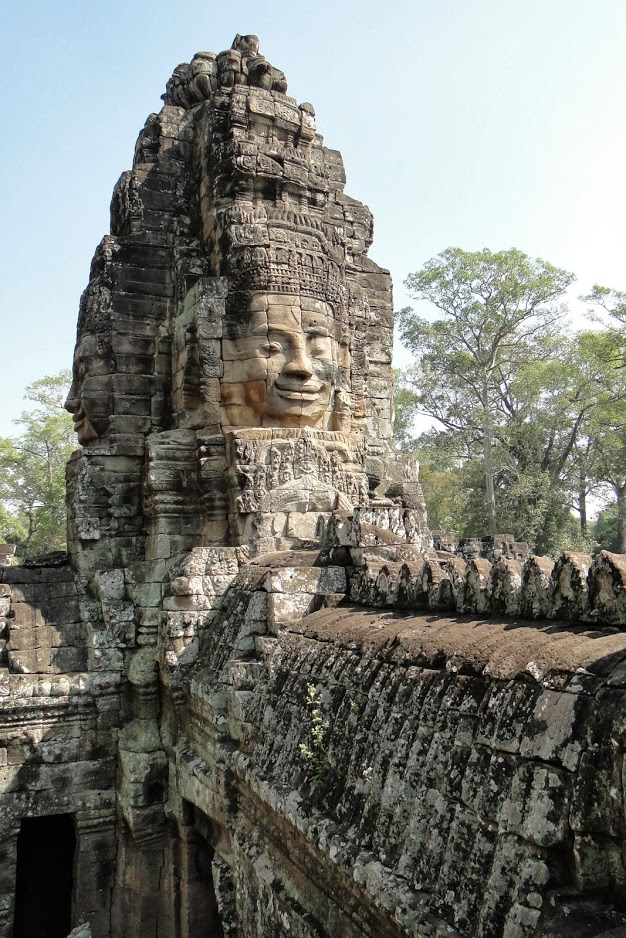
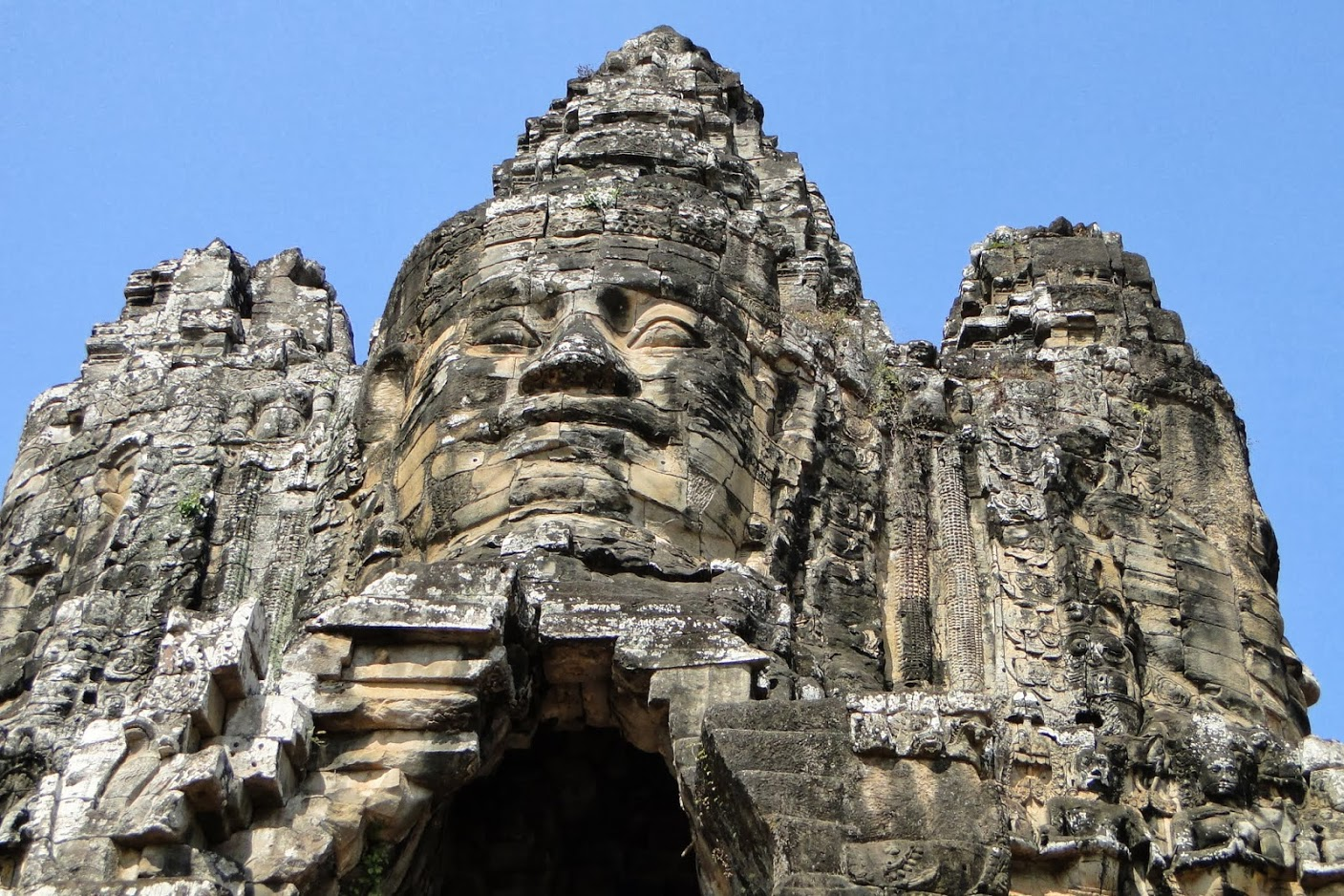
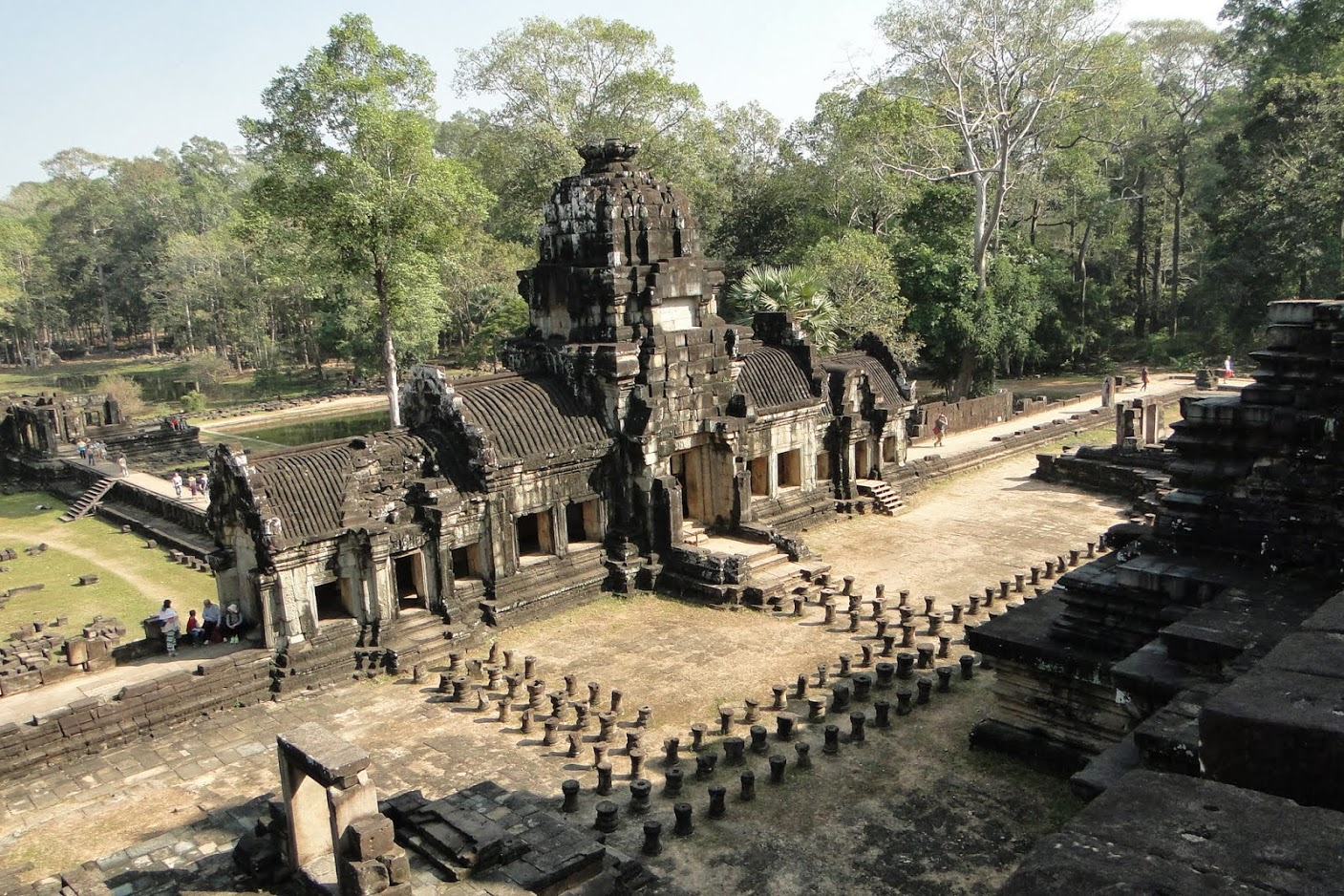
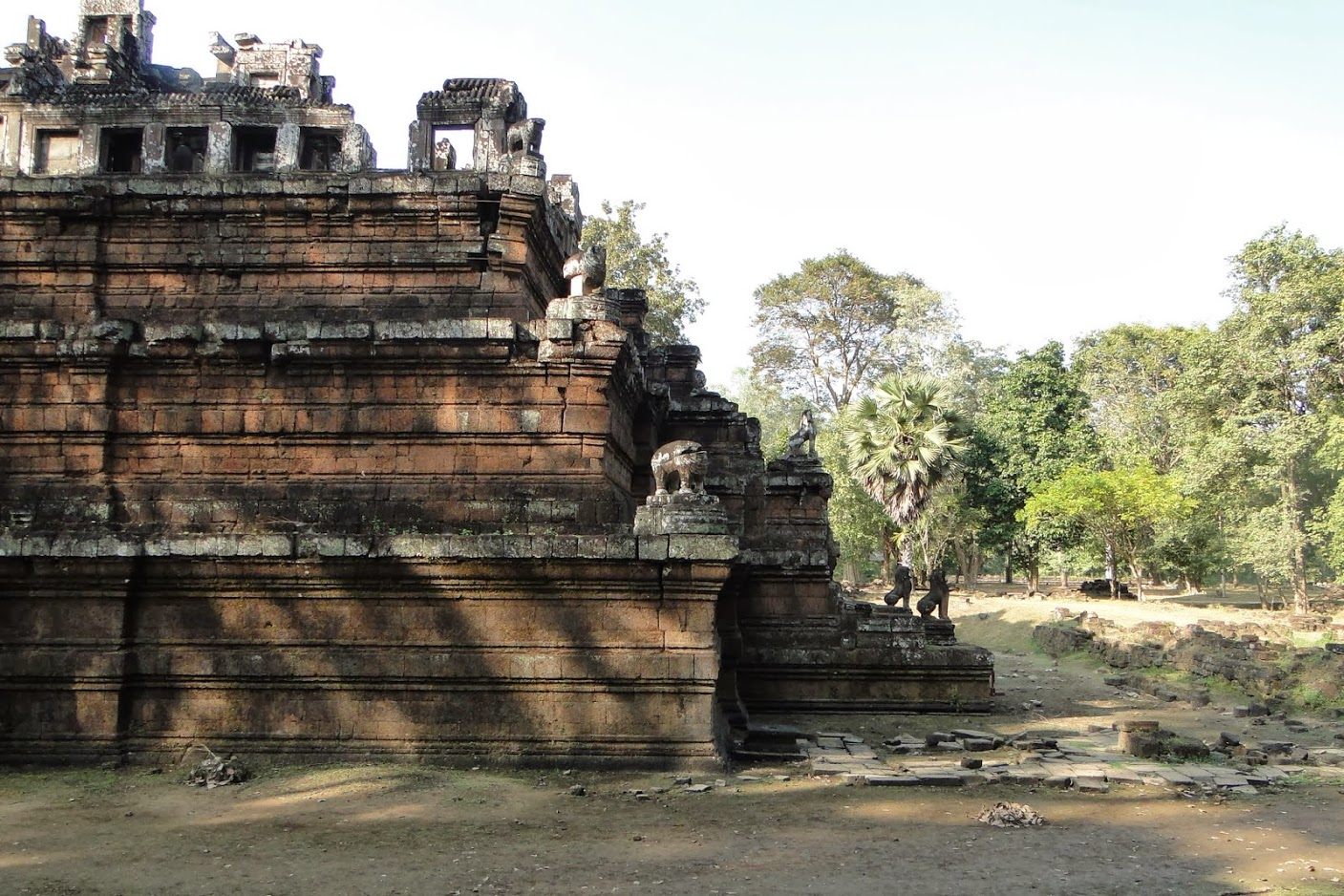
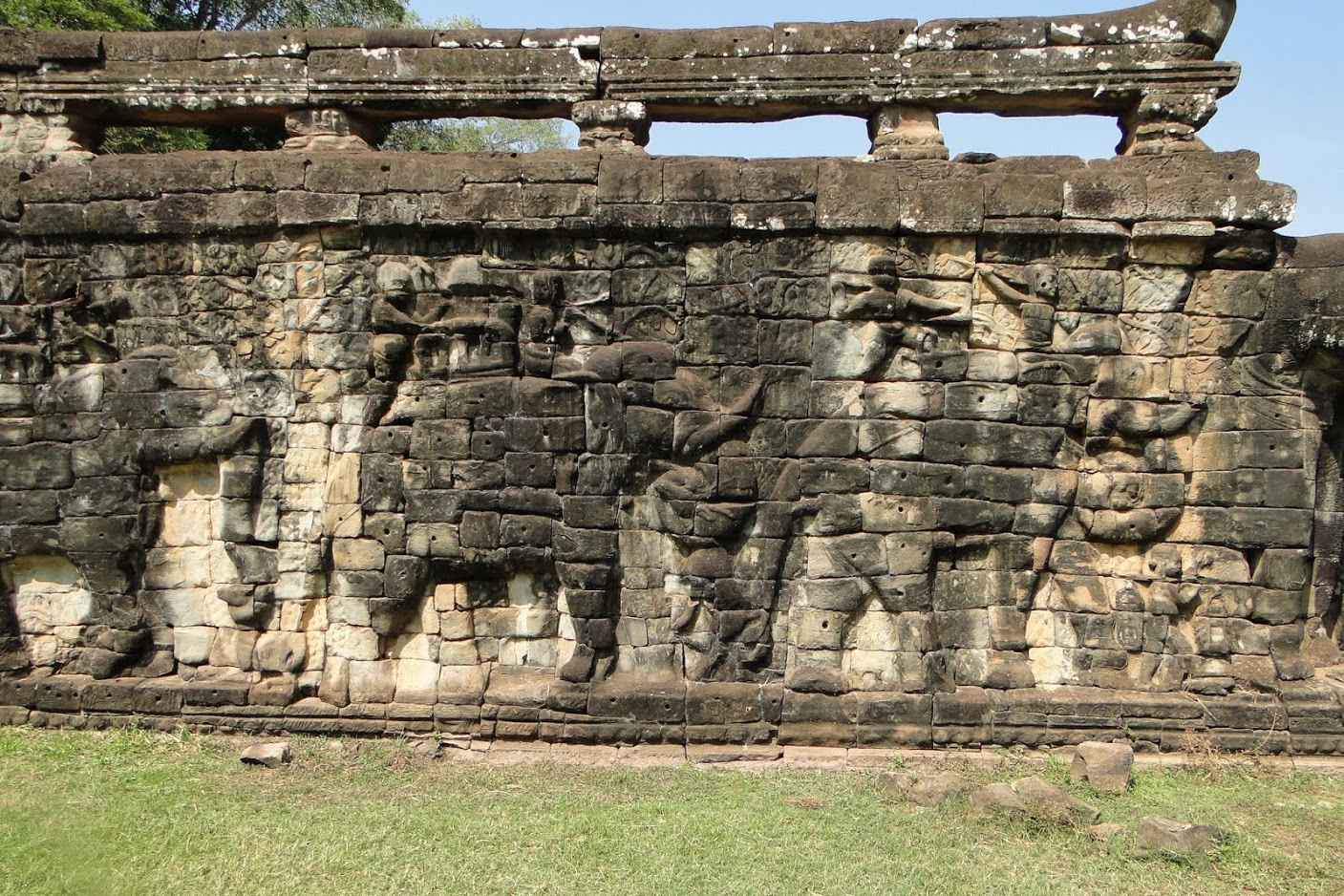
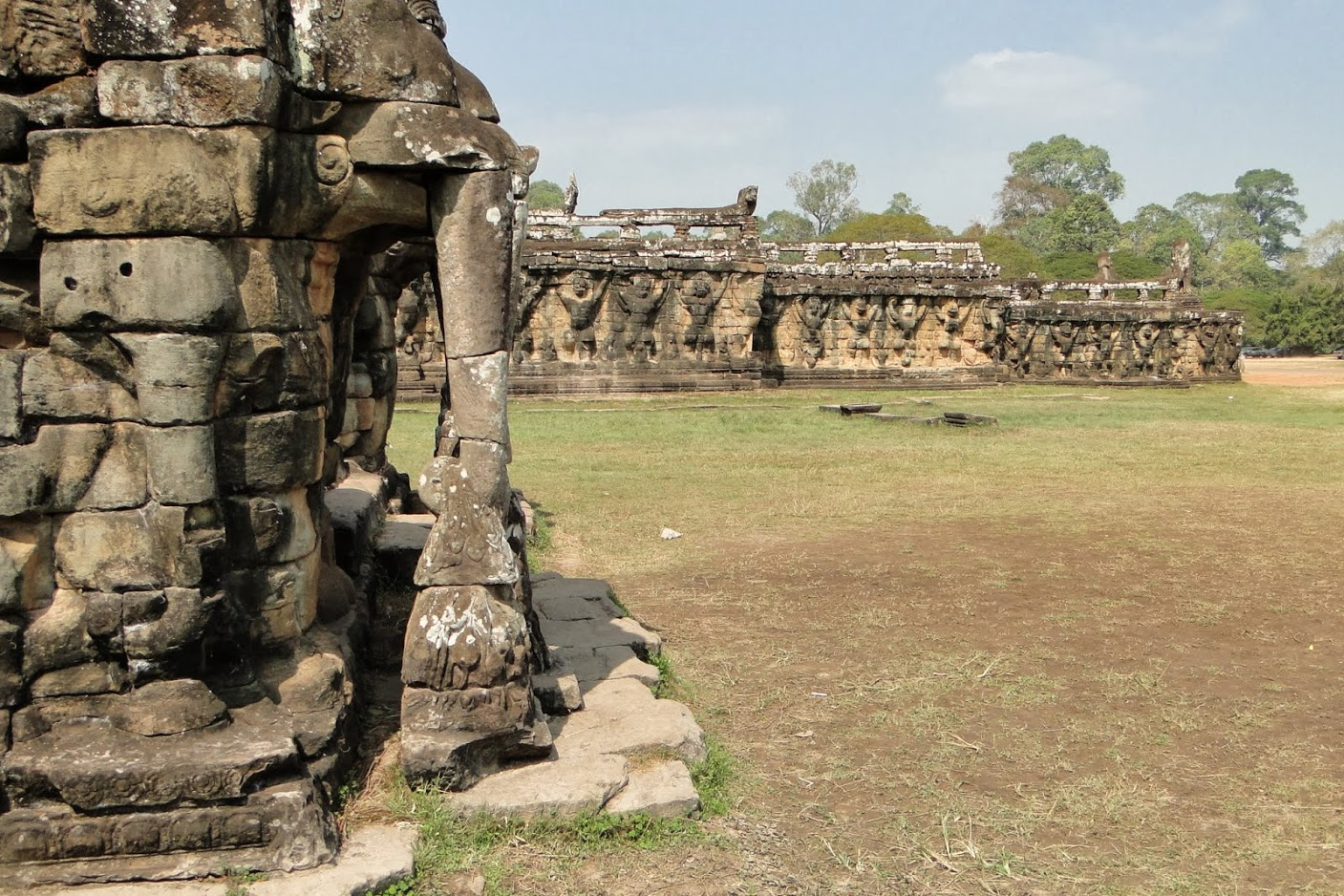
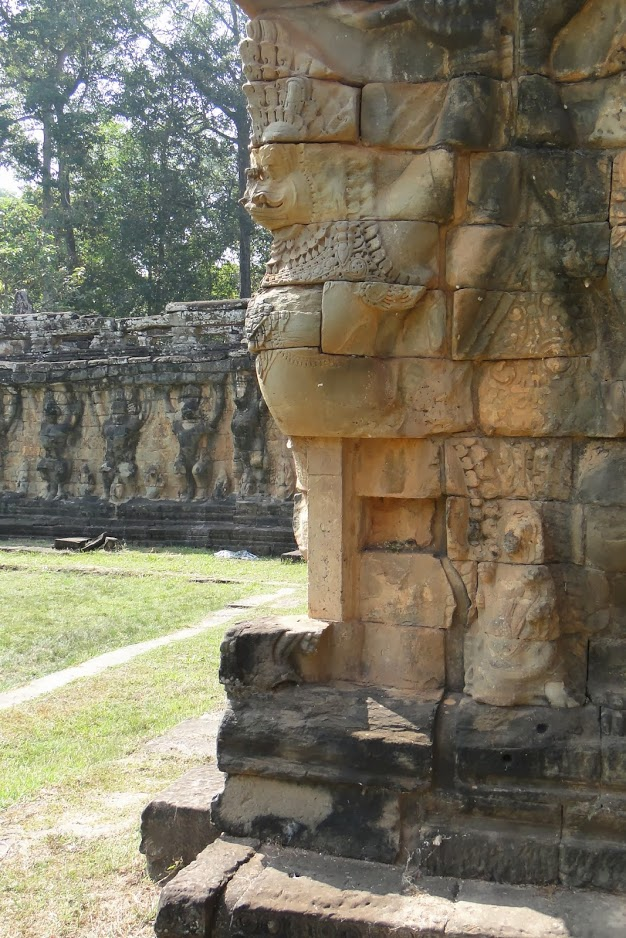
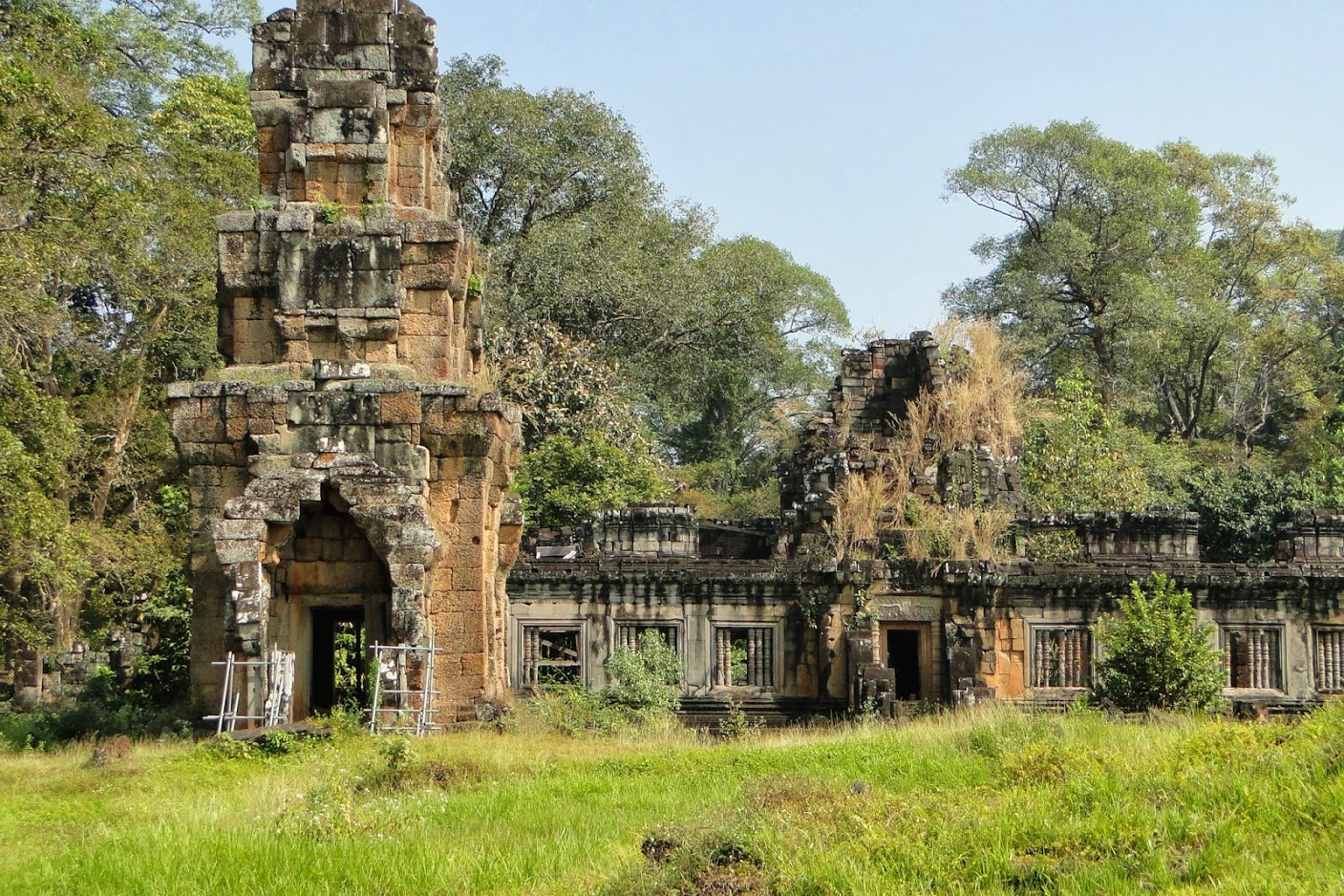
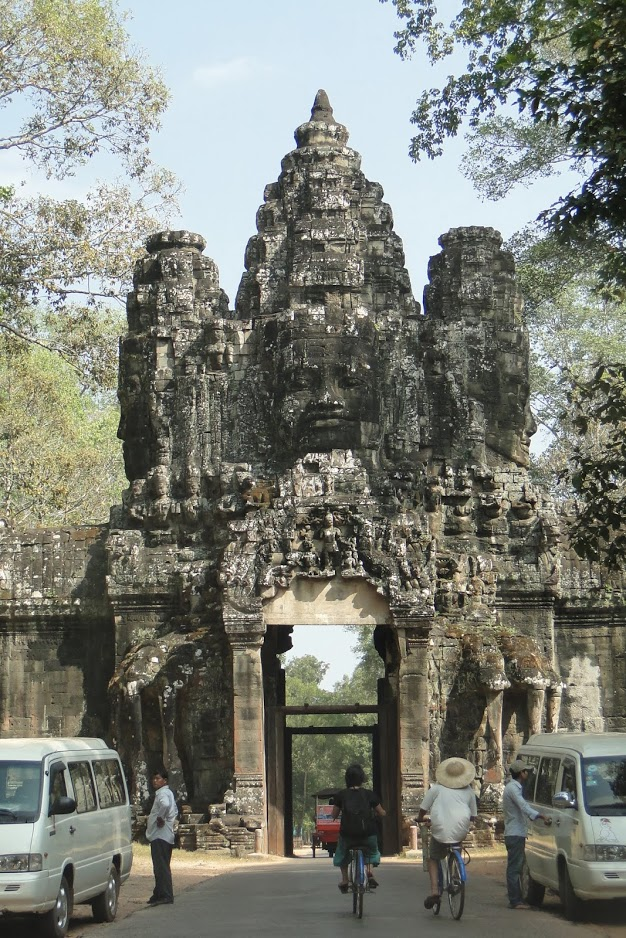
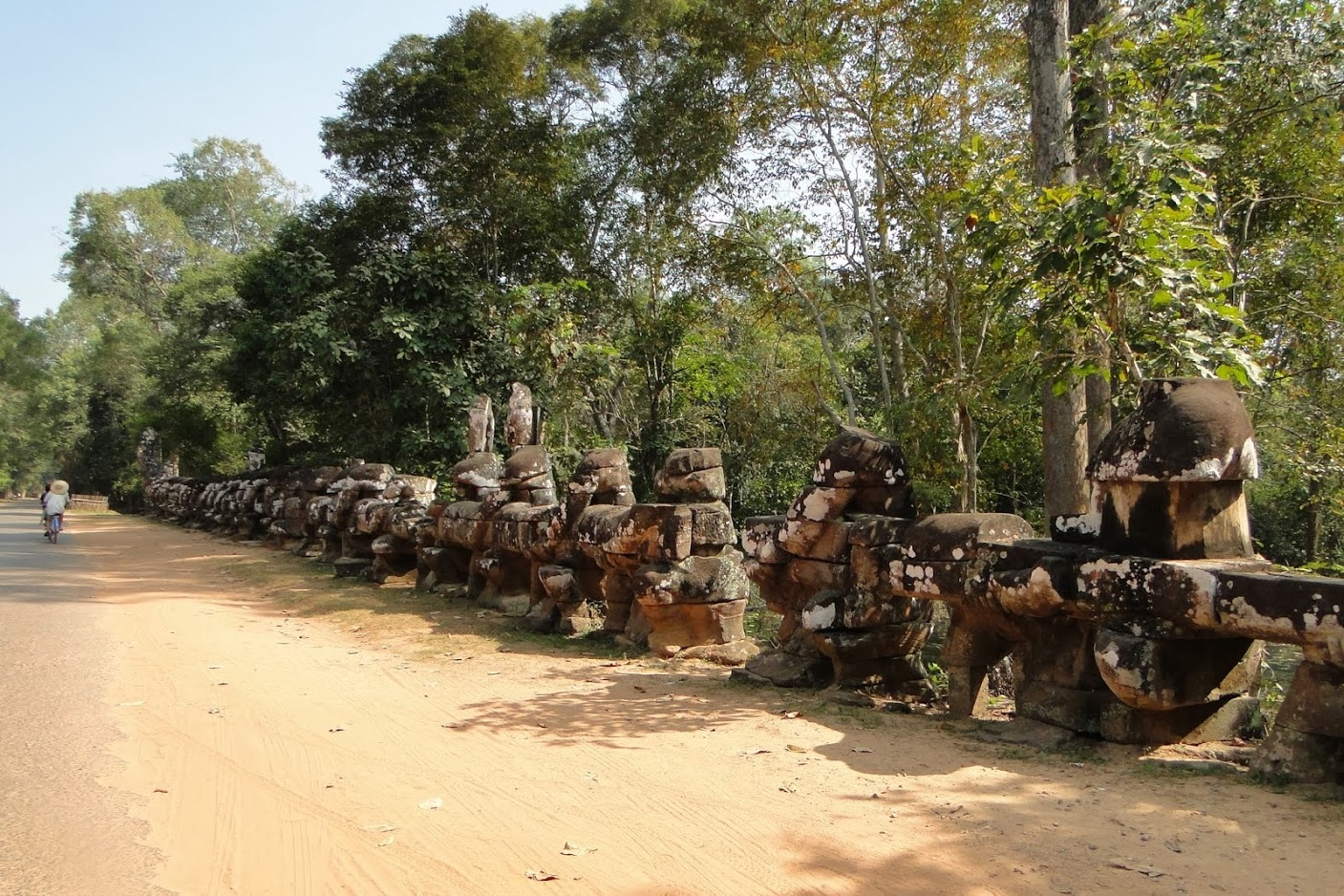
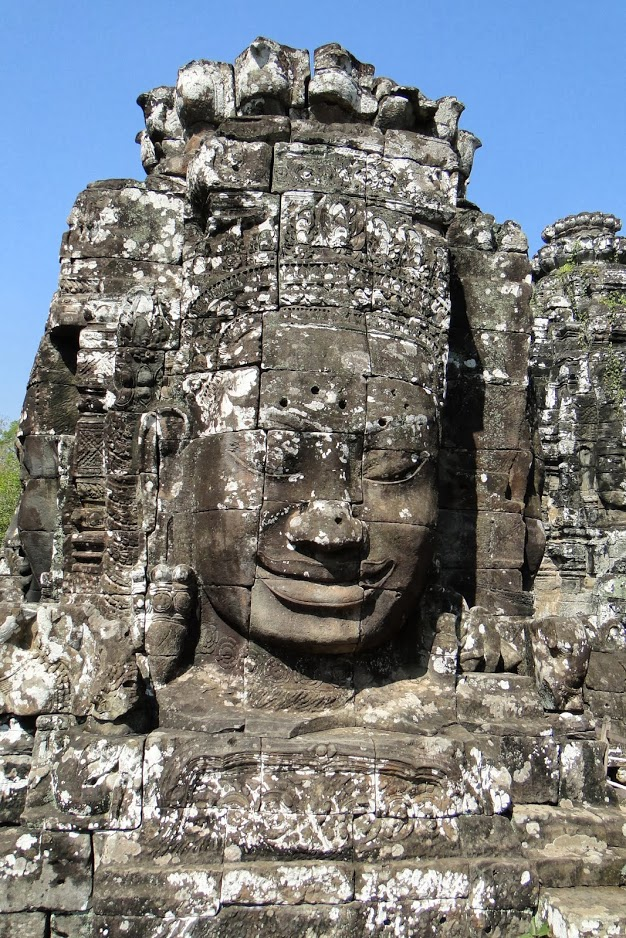
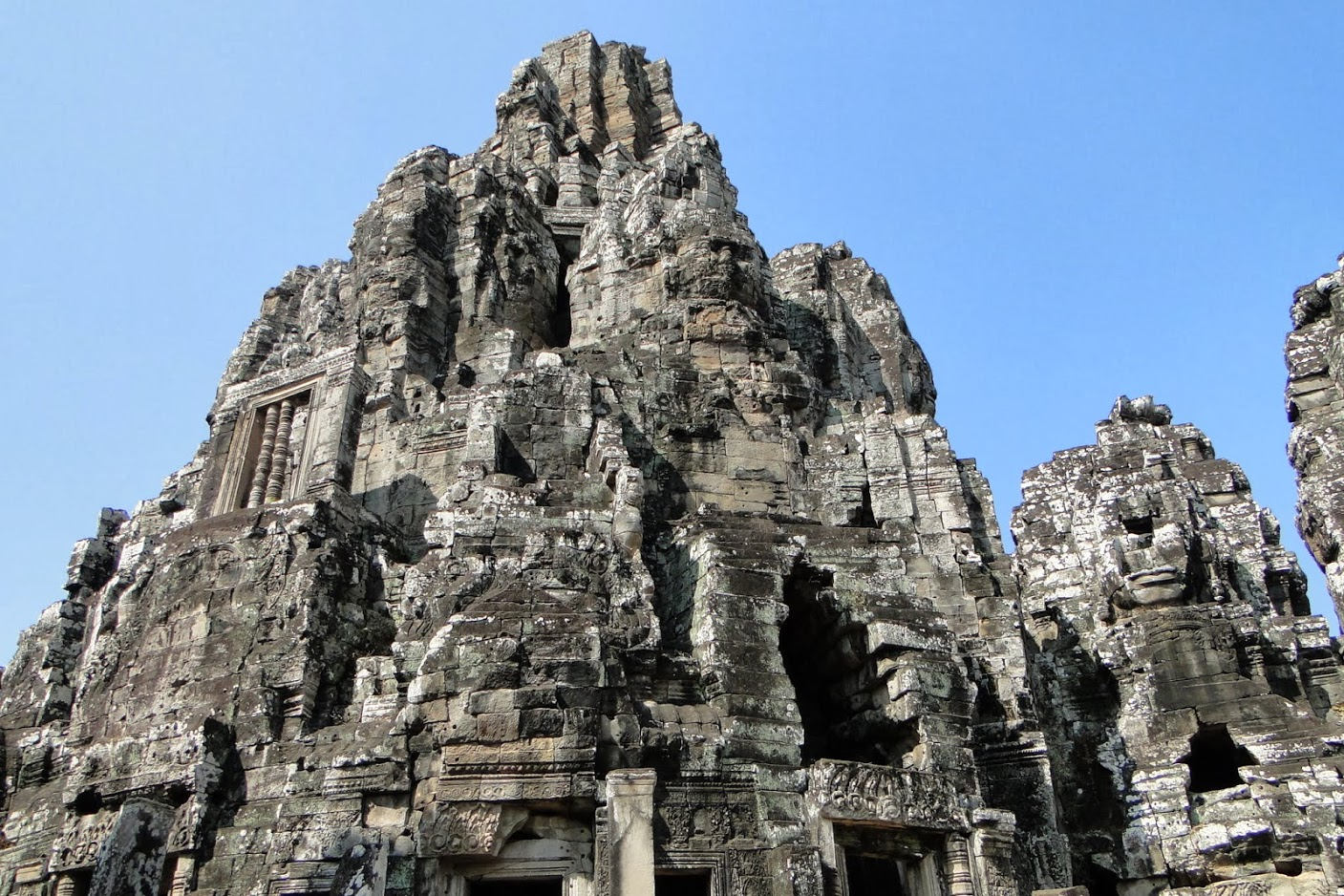
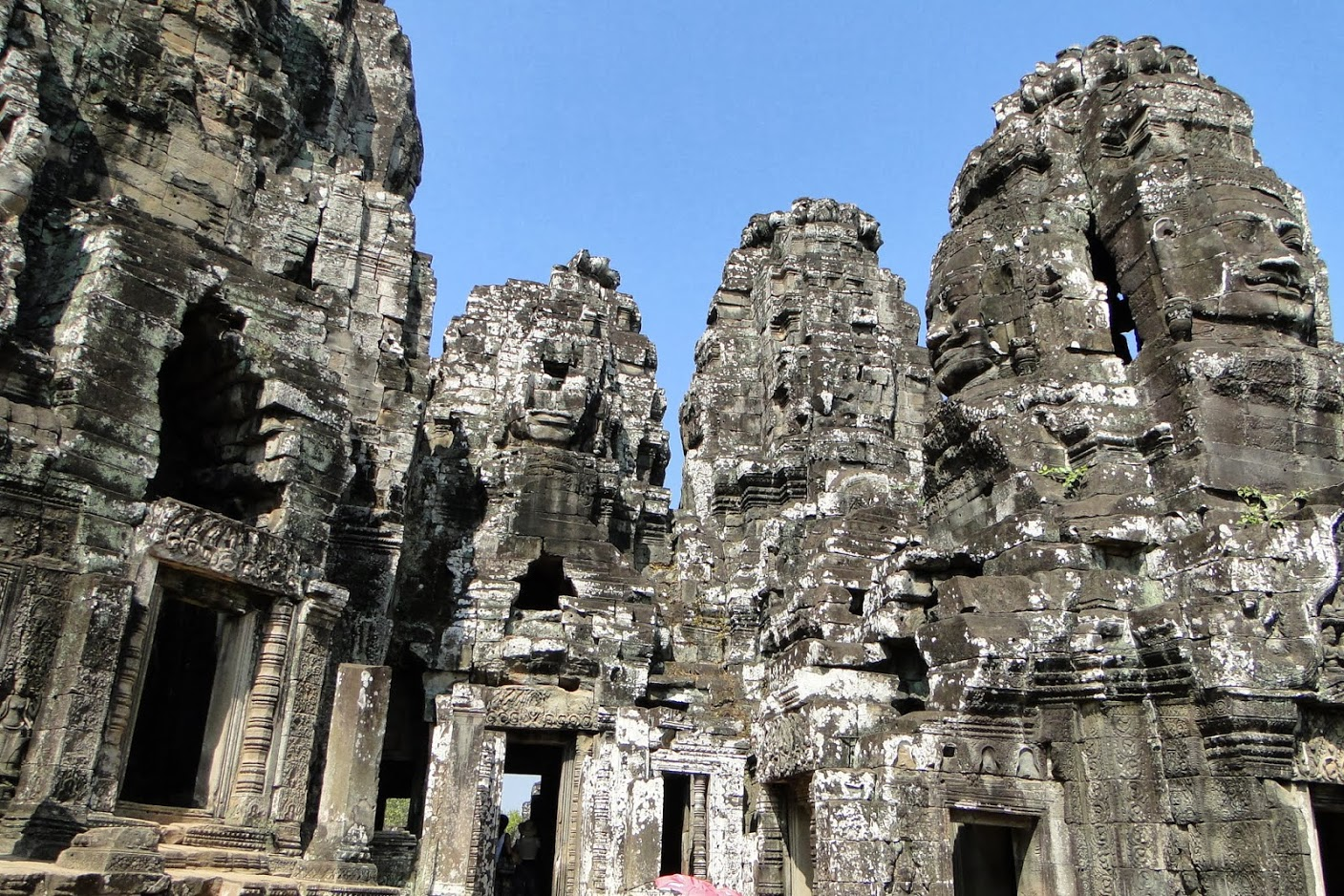
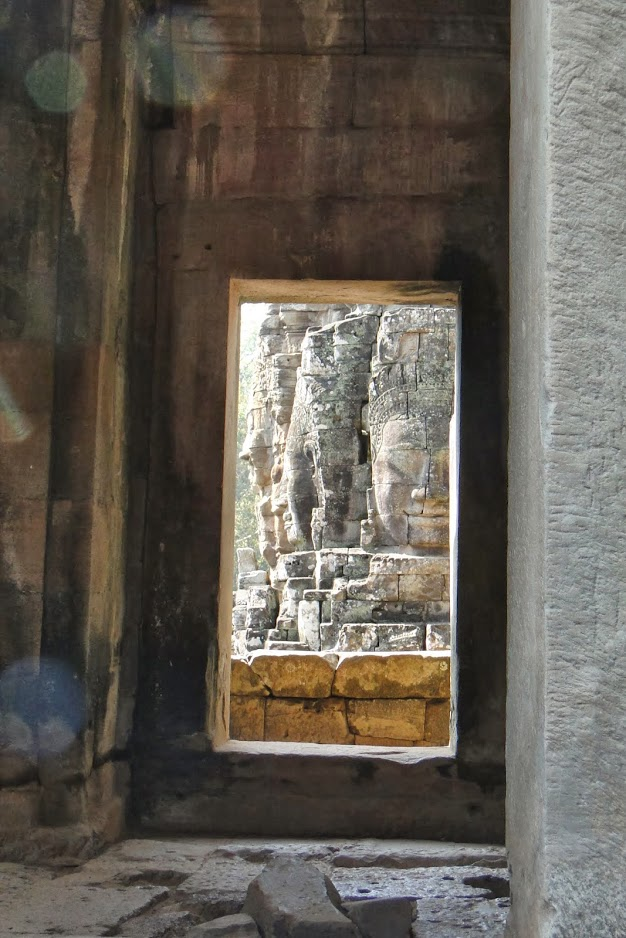
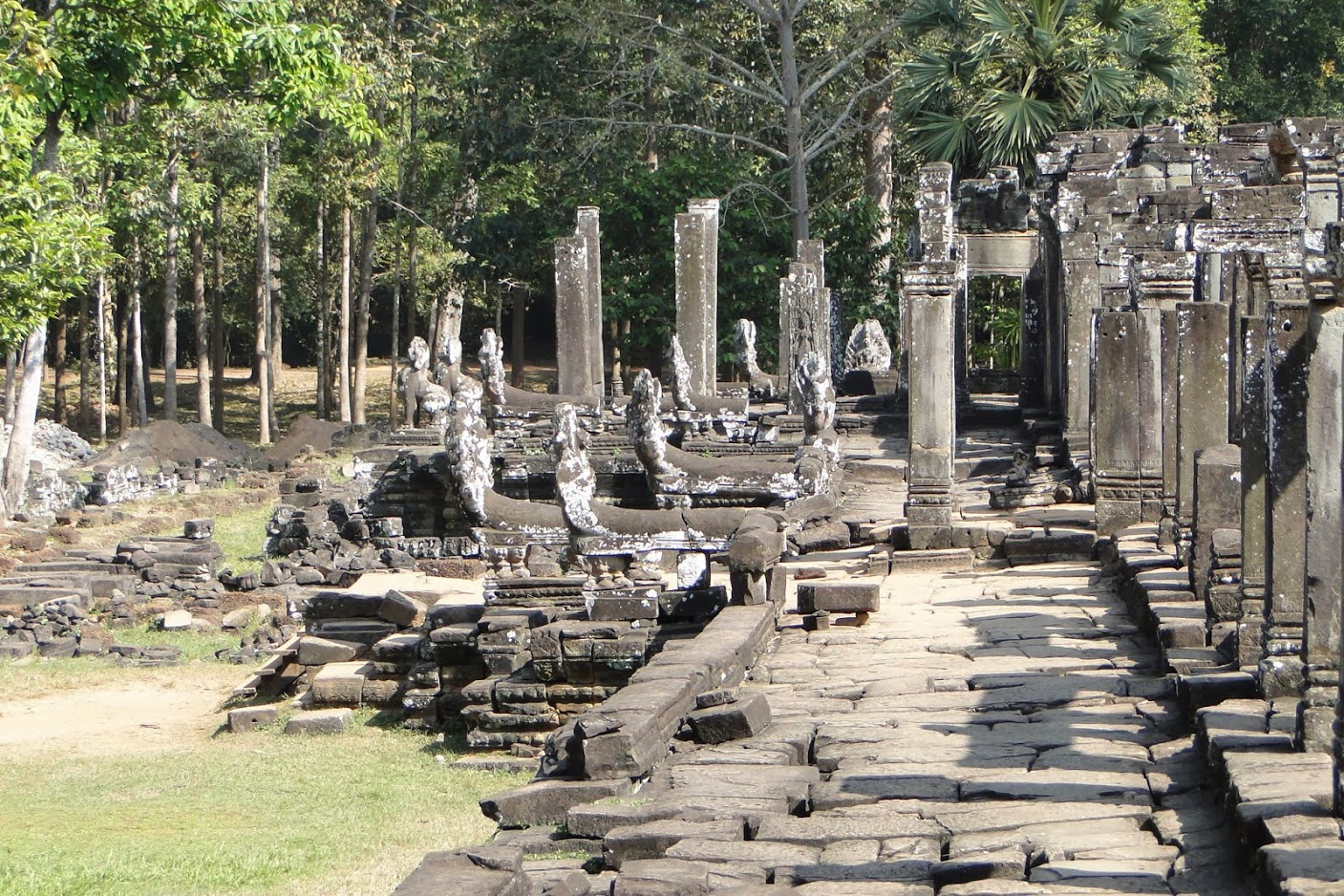
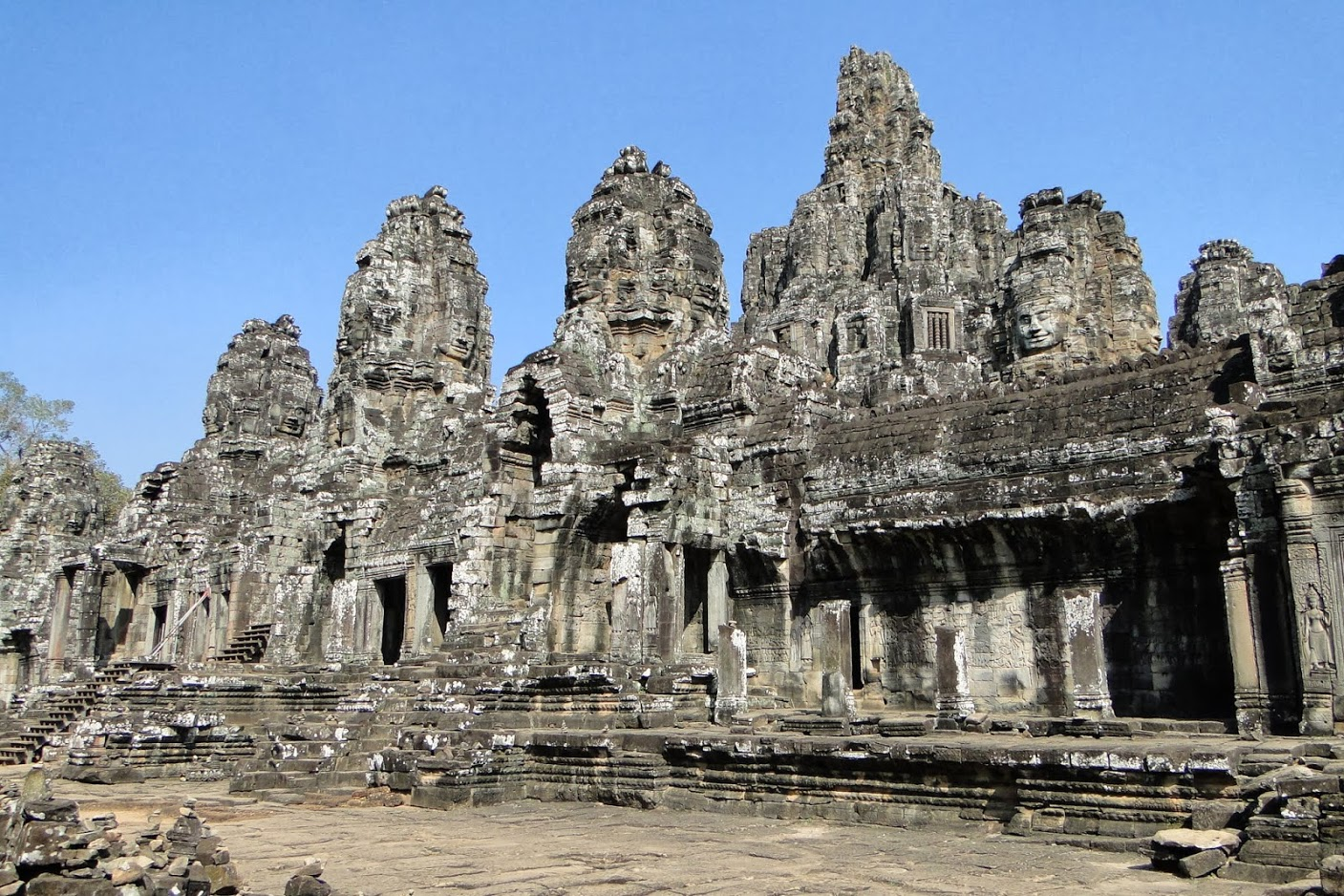

## Enlaces externos

Mapa de Angkor Thom.